# Wrocław Nowy Dwór
Wrocław Nowy Dwór (niem. Breslau-Mariahöfchen) – przystanek osobowy i posterunek odgałęźny we Wrocławiu, na linii kolejowej nr 275 Wrocław Muchobór – Gubinek.

## Ruch pasażerski

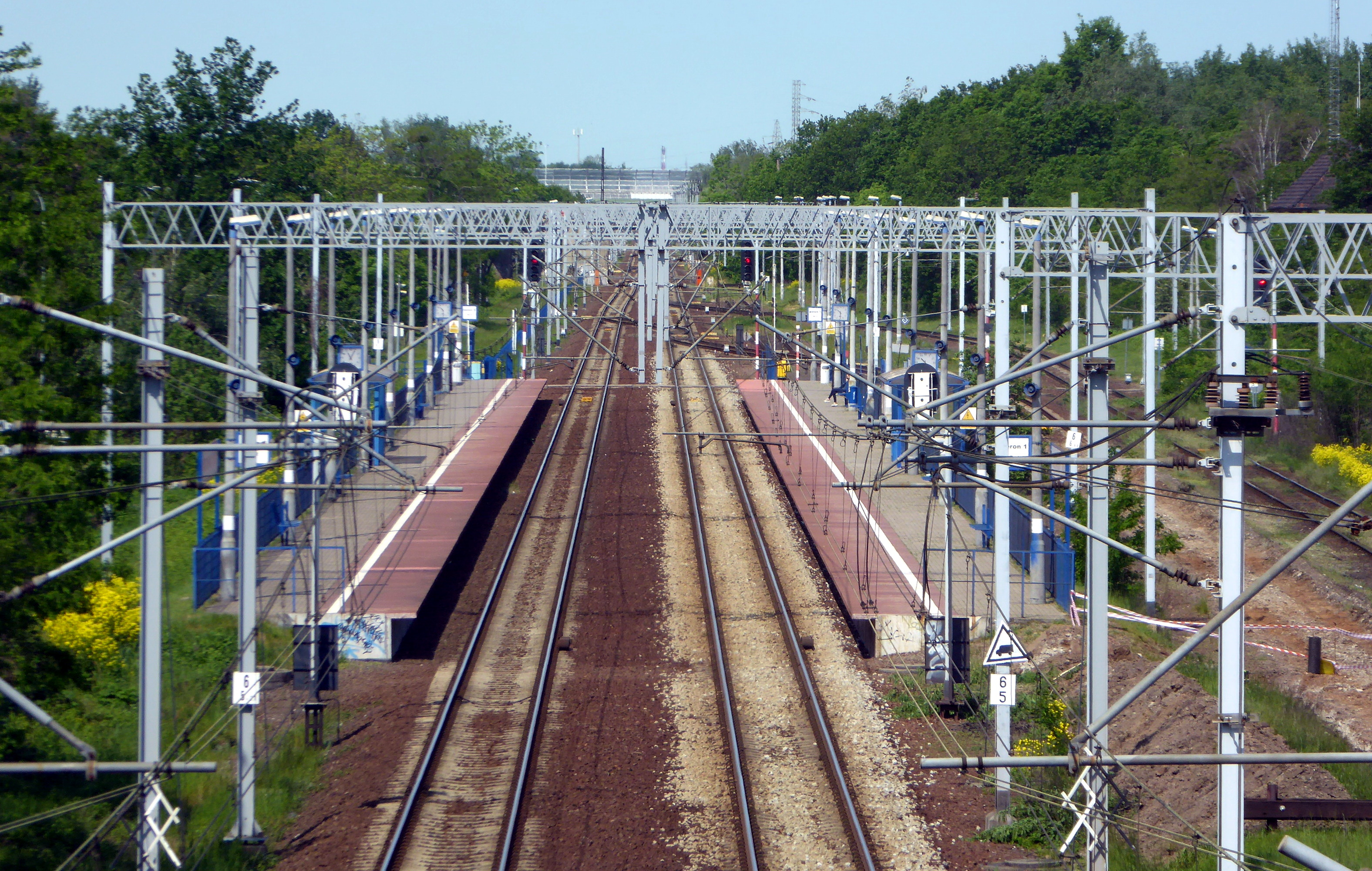
Stacja widziana od góry

| Rok  | Wymiana pasażerska na dobę |
| ---- | -------------------------- |
| 2017 | 300-499                    |
| 2022 | 500-699                    |

## Położenie
Przystanek Wrocław Nowy Dwór położony jest na osiedlu Nowy Dwór, na północ od budynków osiedla. Wejście na perony znajduje się od strony ulicy Żernickiej.

## Historia

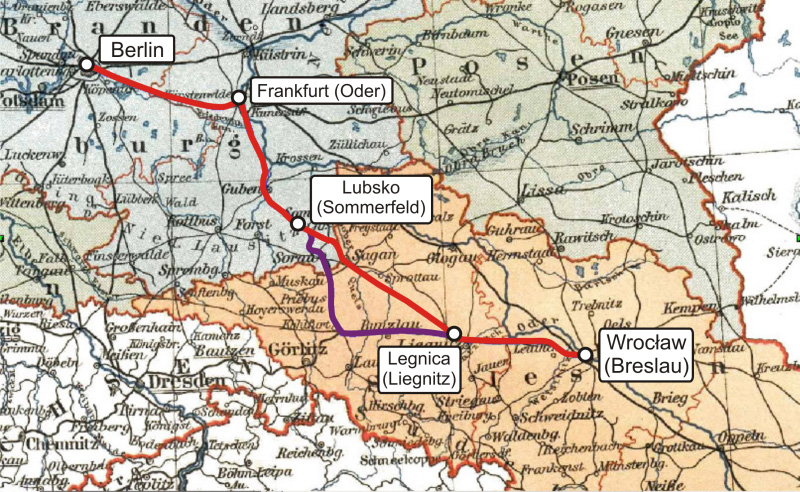
Przebieg linii Kolei Dolnośląsko-Marchijskiej

### Geneza
Dzisiejszy przystanek, a pierwotnie stacja Wrocław Nowy Dwór, powstał przy zbudowanej przez Kolej Dolnośląsko-Marchijską linii kolejowej z Wrocławia w kierunku Berlina i Drezna w latach 1843–1846. Odcinek Wrocław – Legnica, na którym leży przystanek, zaczęto budować 29 sierpnia 1843, natomiast otwarto 18/19 października 1844 roku.

### Przed 1945 r.
Przystanek Maria Höfchen został wybudowany w latach 1911–1912, przy łącznicy prowadzącej do Wrocławia Zachodniego. Przystanek obsługiwał podmiejską wieś, włączoną do miasta w 1928 roku.
W zbiorach Muzeum Architektury we Wrocławiu zachowały się projekty budynku dworca z 1912 roku. Identyczny budynek, rozbudowany tylko o magazyn, znajduje się do dziś (2014 r.) na przystanku osobowym Mrozów. W 1914 roku wzniesiono przy dworcu dodatkowy magazyn na węgiel.
Na przełomie lat 20. i 30. XX w. Deutsche Reichsbahn zamierzało zelektryfikować trasę Wrocław – Legnica – Drezno, stanowiącą wówczas główną drogę transportu węgla kamiennego ze Śląska w głąb Niemiec. W trakcie doby kursowało tędy wówczas nawet 100 pociągów. Przy stacji na Nowym Dworze w 1926 powstała stacja transformatorowa.
W pierwszej połowie 1938 roku na włączonym w granice Wrocławia przedmieściu rozpoczęto budowę osiedla wspólnotowego (niem. Gemeinschaftssiedlung), przeznaczonego głównie dla pracowników pobliskiej fabryki pociągów i wagonów Linke-Hofmann Werke. Projekt przewidywał duży, a nawet „największy w Breslau od czasu dojścia Hitlera do władzy” kompleks mieszkaniowy, przeznaczony dla 10 tys. osób. Budowę osiedla zrealizowano tylko w części: przerwała ją II wojna światowa.
Przed 1945 rokiem przez przystanek przebiegał trzeci tor, dla pociągów podmiejskich z Wrocławia Świebodzkiego do Leśnicy.

### Po 1945 r.
Pod koniec II wojny światowej budynek dworca uległ zniszczeniu, i już go nie odbudowano, pozostałe budowle również były uszkodzone. Po wojnie odbudowano zniszczoną nastawnię wykonawczą WND, a przystanek posiadał rangę stacji.

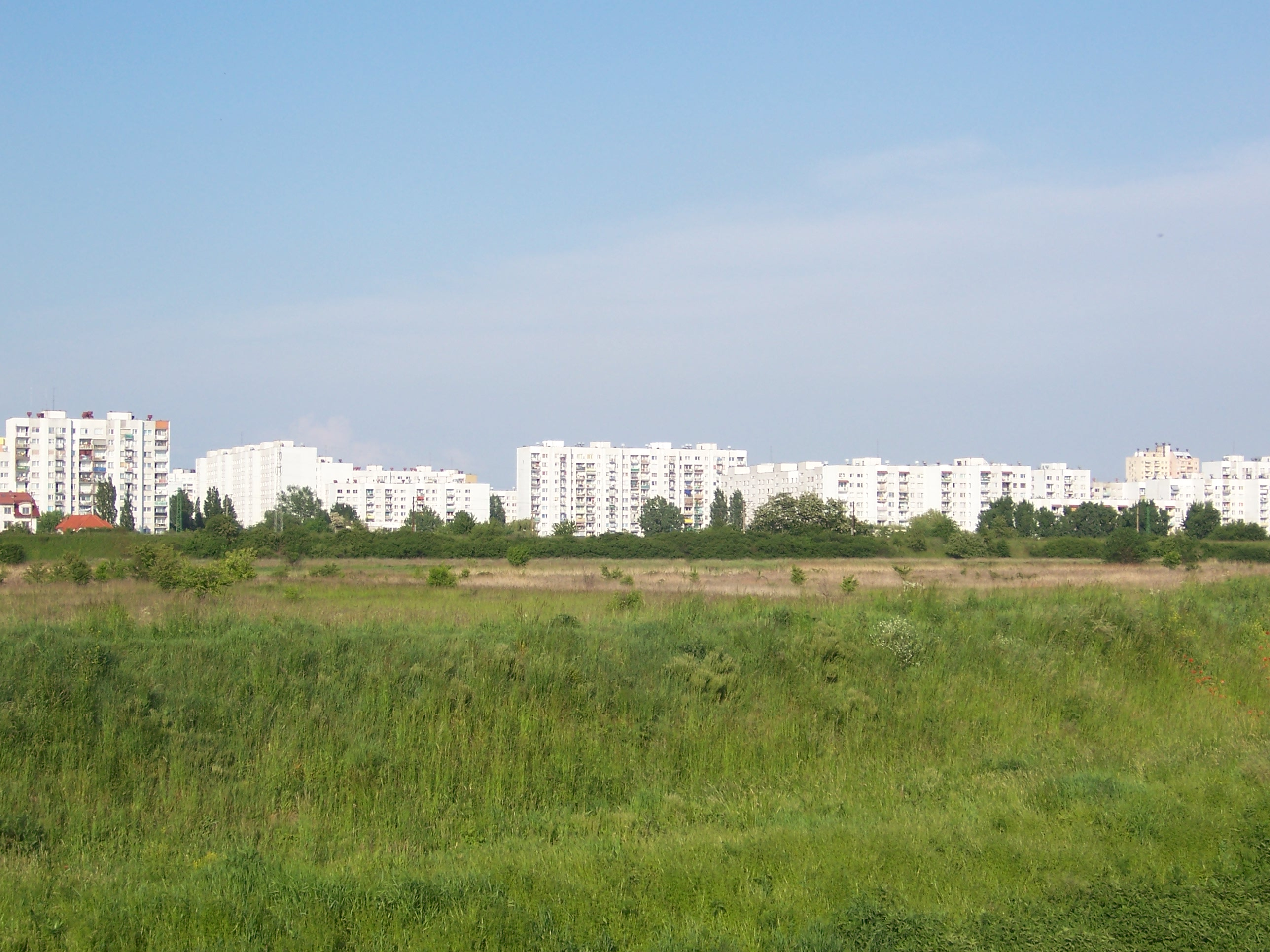
Osiedle Nowy Dwór wzniesione w latach 1973–1989

W okresie Polskiej Rzeczypospolitej Ludowej, w latach 1973–1989, na południe od stacji wzniesiono osiedle w technologii wielkiej płyty dla 22 tys. mieszkańców.
W latach 1983–1984 dokonano elektryfikacji linii kolejowej nr 275 na pierwszym odcinku do Miłkowic wraz z remontem linii, np. wymianą szyn na bezstykowe. W dniu 28 grudnia 1984 roku przez przystanek Wrocław Nowy Dwór przejechał oficjalnie pierwszy pociąg elektryczny, obsługiwany jednostką EN57.
Pierwotnie przystanek posiadał jeden peron wyspowy, niski, o dwóch krawędziach, połączony z dzisiejszą ulicą Żernicką i nastawnią wykonawczą stalową kładką.
Podczas przebudowy odcinka Wrocław Muchobór – Wrocław Żerniki linii kolejowej nr 275, w ramach modernizacji paneuropejskiego korytarza transportowego E-30, w latach 2003–2004 nadano obecny kształt przystanku: przebudowano układ torowy i sieć trakcyjną, dotychczasowy peron wyspowy i kładkę zlikwidowano, natomiast w ich miejsce wzniesiono obecne wysokie perony jednokrawędziowe oraz przejście międzyperonowe w poziomie szyn.
W lipcu 2015 r. wrocławski oddział PKP PLK rozstrzygnął przetarg na naprawę peronów przystanku. Po 11 latach od wybudowania zaszła konieczność wzmocnienia podbudowy oraz regulacji nawierzchni peronów.

## Linie kolejowe
Przystanek leży na linii kolejowej nr 275 Wrocław Muchobór – Gubinek. Na odcinku, na którym zlokalizowano przystanek, jest to linia: magistralna, dwutorowa, zelektryfikowana, normalnotorowa, znaczenia państwowego, objęta umowami AGC oraz AGTC.

## Infrastruktura

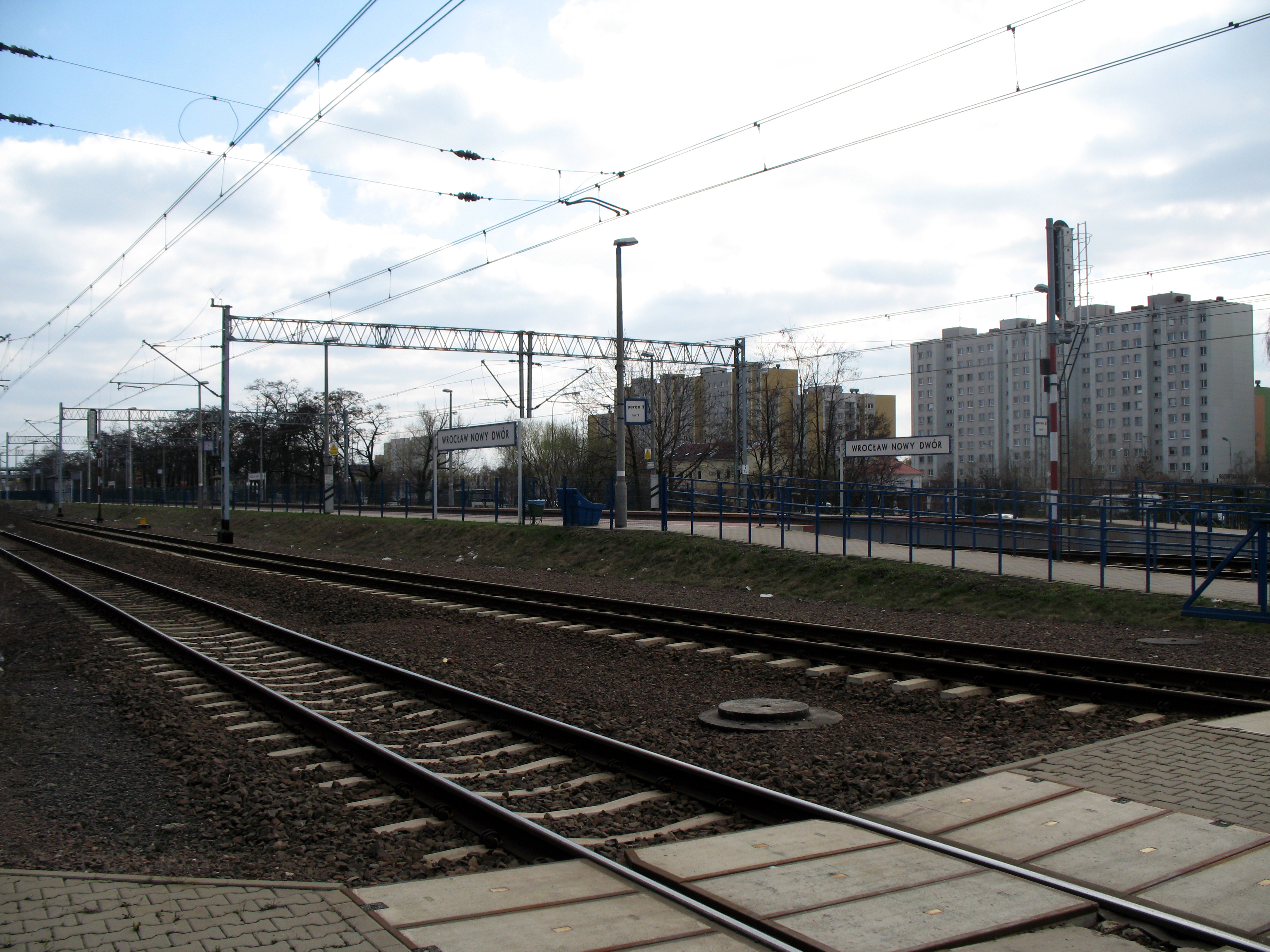
Perony po modernizacji, w głębi widoczne osiedle

### Perony
Na przystanek Wrocław Nowy Dwór składają się dwa wysokie, jednokrawędziowe perony o wysokości 0,78 m ponad główkę szyny i długości użytkowej 200 m. Perony są zlokalizowane pomiędzy km 6,542 a 6,742 linii kolejowej nr 275. Nawierzchnia peronów jest utwardzona szarą kostką Bauma, natomiast krawędzie wykonane są z czerwonych płyt betonowych. Dojście na przystanek z osiedla Nowy Dwór zapewnia chodnik z ulicy Żernickiej. Na peronach są ustawione ławki i wiaty przystankowe. Perony są wyposażone w oświetlenie, zegary oraz urządzenia megafonowe. Przejście w poziomie szyn na peron 1 zabezpieczają rogatki z sygnalizacją świetlną i dźwiękową.

### Nastawnie
Na północ od peronów znajduje się dawna nastawnia wykonawcza WND, nieczynna po przemianowaniu stacji na posterunek odgałęźny. Posterunek jest sterowany zdalnie z Lokalnego Centrum Sterowania Wrocław Muchobór.

### Infrastruktura towarzysząca
W pobliżu stacji znajduje się budynek nieczynnej lokomotywowni Wrocław Gądów.

## Ruch pociągów
Wszystkie pociągi osobowe na odcinku Wrocław – Legnica obsługują Koleje Dolnośląskie.
Na przystanku Wrocław Nowy Dwór, w rozkładzie jazdy 2013/2014, zatrzymywały się wszystkie pociągi przewoźnika pokonujące ten odcinek.
Pociągi KD kursowały w bezpośrednich relacjach z Wrocławia Głównego i z powrotem do stacji (kolejność rosnąca według odległości od przystanku):
- Legnica,
- Bolesławiec,
- Węgliniec,
- Lubań Śląski,
- Żary[24].

W rozkładzie jazdy 2013/2014, na przystanku zatrzymywały się wszystkie pociągi spółki Przewozy Regionalne – tj. pociągi międzynarodowe REGIOekspres relacji Wrocław Główny – Drezno. Pociąg Express InterCity „Wawel”, jedyny pociąg spółki PKP Intercity w rozkładzie jazdy 2013/2014 na odcinku Wrocław – Węgliniec, przejeżdżał przystanek bez zatrzymania.

## Komunikacja z przystankiem kolejowym

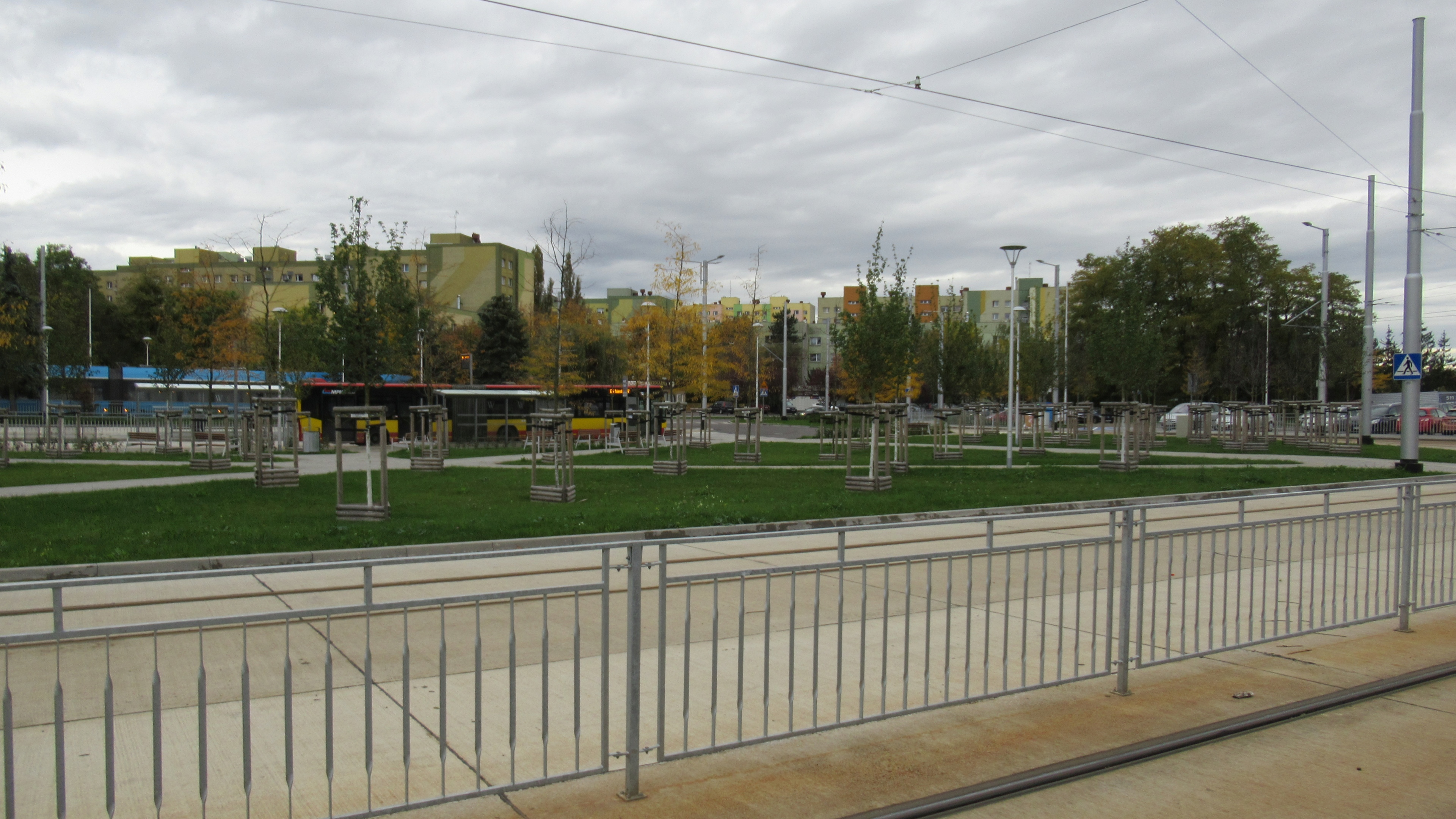
Pętla Nowy Dwór, widok od strony przystanku kolejowego

Nieopodal stacji znajduje się pętla tramwajowa i autobusowa Nowy Dwór P+R komunikacji miejskiej we Wrocławiu, obsługiwana przez tramwaje (od września 2023) oraz autobusy dzienne i nocne. Przy pętli znajduje się również postój taksówek.